# الكتاب الأسود (الحرب العالمية الثانية)

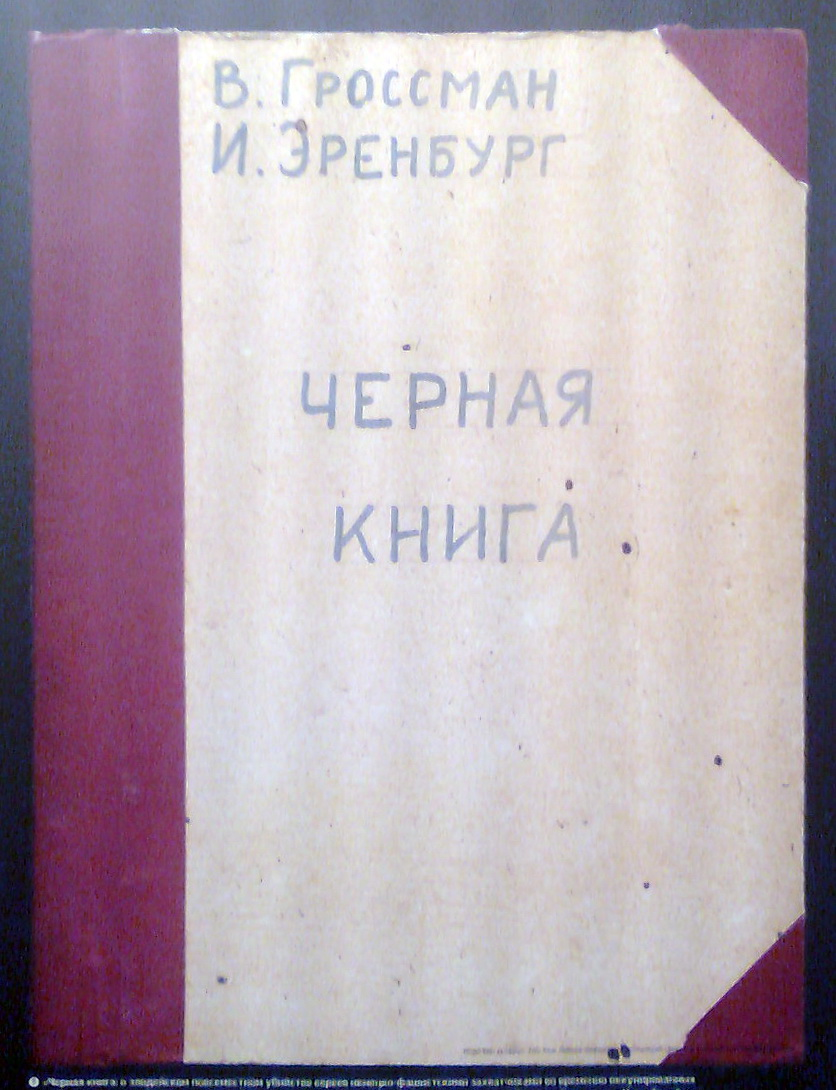

الكتاب الأسود لليهود السوفييت أو ببساطة الكتاب الأسود (بالروسية: Чёрная Книга)‏، شيورنايا كنيجا؛، Dos shvartse bukh )،  المعروف أيضًا باسم الكتاب الأسود الكامل لليهود الروس،  هو كتاب من 500 صفحة تم جمعه على يد الناشر إيليا إهرينبرغ وفاسيلي غروسمان في الأصل في أواخر عام 1944 باللغة الروسية. كان ذلك نتيجة للجهد التعاوني من قبل اللجنة اليهودية المناهضة للفاشية وأعضاء الجالية اليهودية الأمريكية لتوثيق الجرائم المعادية لليهود من المحرقة ومشاركة اليهود في حركة المقاومة ضد النازيين خلال الحرب العالمية الثانية. تم مترجمة كييف طبعة 1991 من الكتاب الأسود لللا يرحم مقتل يهود الألمانية الفاشية الغزاة طوال المناطق المحتلة مؤقتا للاتحاد السوفياتي وفي معسكرات الموت النازية الألمانية التي أنشئت على الأراضي البولندية المحتلة خلال حرب – 
لم يُسمح بنشر الكتاب في الاتحاد السوفياتي عند انتهاء الحرب. وقد شجبت اللجنة المركزية إصرارها على تفرد معاناة اليهود - فوق وخارج بقية المواطنين السوفييت - بأنها معادية للسوفيت.

## خلفية
خدم الكتاب والصحفيون السوفييت البارزون إيليا إهرينبرغ وفاسيلي غروسمان كمراسلين حرب للجيش الأحمر. كانت التقارير الوثائقية غروسمان عن افتتاح معسكرات الإبادة في تريبلينكا وماجدانيك بعض أول شهود عيان — وقت مبكر من عام 1943 — لما أصبح يعرف فيما بعد باسم المحرقة. تم نشر مقالته The Treblinka Hell في محاكمات نورمبرغ كوثيقة للادعاء.